# Canton de Gap-1
Le canton de Gap-1 est une circonscription électorale française du département des Hautes-Alpes.

## Histoire
Un nouveau découpage territorial des Hautes-Alpes entre en vigueur en mars 2015, défini par le décret du 20 février 2014, en application des lois du 17 mai 2013 (loi organique 2013-402 et loi 2013-403). Les conseillers départementaux sont, à compter de ces élections, élus au scrutin majoritaire binominal mixte. Les électeurs de chaque canton élisent au Conseil départemental, nouvelle appellation du Conseil général, deux membres de sexe différent, qui se présentent en binôme de candidats. Les conseillers départementaux sont élus pour 6 ans au scrutin binominal majoritaire à deux tours, l'accès au second tour nécessitant 12,5 % des inscrits au 1er tour. En outre la totalité des conseillers départementaux est renouvelée. Ce nouveau mode de scrutin nécessite un redécoupage des cantons dont le nombre est divisé par deux avec arrondi à l'unité impaire supérieure si ce nombre n'est pas entier impair, assorti de conditions de seuils minimaux. Dans les Hautes-Alpes, le nombre de cantons passe ainsi de 30 à 15. Le canton de Gap-1 fait partie des sept nouveaux cantons du département, les huit autres cantons portant la dénomination d'un ancien canton, mais avec des limites territoriales différentes.

## Représentation
| Période élective | Période élective | Mandat | Mandat   | Identité         | Nuance | Nuance | Qualité                                                                                            |
| ---------------- | ---------------- | ------ | -------- | ---------------- | ------ | ------ | -------------------------------------------------------------------------------------------------- |
| 2015             | 2016             | 2015   | 2016     | Brigitte Gaudin  |        | DVD    | Chef d'entreprise à Gap                                                                            |
| 2015             | 2016             | 2015   | 2016     | Francis Zampa    |        | DVD    | Adjoint au maire de Gap (2014-2020)                                                                |
| 2016             | 2021             | 2016   | 2021     | Pascale Boyer    |        | LREM   | Députée LREM (2017-2024)                                                                           |
| 2016             | 2021             | 2016   | 2021     | Guy Blanc        |        | DVG    | Conseiller général du canton de Gap-Nord-Ouest (1994-2015) Conseiller municipal de Gap (2014-2020) |
| 2021             | 2028             | 2021   | en cours | Catherine Asso   |        | LR     | Chargée de subventions au sein d'une collectivité, adjointe au maire de Gap                        |
| 2021             | 2028             | 2021   | en cours | Alexandre Mougin |        | LR     | Cadre dans une collectivité territoriale, conseiller municipal délégué de Gap                      |

### Résultats détaillés

#### Élections de mars 2015
Lors des élections départementales de 2015, Brigitte Gaudin et Francis Zampa (Divers droite) sont élus au second tour avec 50,67 % des suffrages exprimés et un taux de participation de 44,92 % (1 473 voix pour 3 270 votants et 7 279 inscrits).
Le résultat de l'élection de 2015 a ensuite été annulé par le tribunal administratif de Marseille. Une élection partielle est organisée en janvier 2016. À l'issue du second tour, le 31 janvier 2016, Pascale Boyer et Guy Blanc (Divers gauche) sont élus avec 52,32 %  des suffrages exprimés et un taux de participation de 26,78 % (934 voix pour 1 932 votants et 7 214 inscrits).

#### Élections de juin 2021
Le premier tour des élections départementales de 2021 est marqué par un très faible taux de participation (33,26 % au niveau national). Dans le canton de Gap-1, ce taux de participation est de 30,3 % (2 141 votants sur 7 066 inscrits) contre 41,95 % au niveau départemental. À l'issue de ce premier tour, deux binômes sont en ballottage : Catherine Asso et Alexandre Mougin (DVD, 43,56 %) et Isabelle David et Jean-Denis Rispaud (Union à gauche avec des écologistes, 26,27 %).
Le second tour des élections est marqué une nouvelle fois par une abstention massive équivalente au premier tour. Les taux de participation sont de 34,3 % au niveau national, 42,97 % dans le département et 32,97 % dans le canton de Gap-1. Catherine Asso et Alexandre Mougin (DVD) sont élus avec 58,93 % des suffrages exprimés (1 264 voix pour 2 332 votants et 7 073 inscrits),,.

## Composition
| Nom                         | Code Insee | Intercommunalité       | Superficie (km2) | Population (dernière pop. légale)                | Densité (hab./km2) | Modifier                                    |
| --------------------------- | ---------- | ---------------------- | ---------------- | ------------------------------------------------ | ------------------ | ------------------------------------------- |
| Gap (bureau centralisateur) | 05061      | CA Gap-Tallard-Durance | 110,43           | Fraction : 10 192 (2022) Commune : 40 656 (2022) | 368                | modifier les données · modifier les données |
| Canton de Gap-1             | 0506       |                        |                  | 10 192 (2022)                                    |                    | modifier les données                        |

Le canton de Gap-1 comprend la partie de la commune de Gap située à l'intérieur d'un périmètre défini par l'axe des voies et limites suivantes : rue Louis-Comté, ligne droite dans le prolongement de la rue Louis-Comté jusqu'à la ligne de chemin de fer, ligne de chemin de fer de Gap à Veynes, traverse de l'Adret, rue Jean-Macé, rue du Parc-Saint-Joseph, rue Charles-Aurouze, ligne de chemin de fer de Gap à Veynes, avenue du Commandant-Dumont, rond-point du Cèdre, avenue du Maréchal-Foch, rue du Docteur-Ayasse, boulevard Bellevue, impasse du Sous-Bois, ligne droite dans le prolongement de l'impasse du Sous-Bois jusqu'à la lisière du bois de Saint-Mens, lisière du bois de Saint-Mens, rue du Collet, rue Kapadoce, route de Valserres, rue Beauregard, cours de la Luye, ligne droite perpendiculaire au cours de la Luye jusqu'à la rue de Villeneuve, rue de Villeneuve, rue du Parc, avenue Jean-Jaurès.

## Démographie
En 2022, le canton comptait 10 192 habitants, en évolution de −0,75 % par rapport à 2016 (Hautes-Alpes : +0,4 %, France hors Mayotte : +2,11 %).
| 2013   | 2018   | 2022   |
| ------ | ------ | ------ |
| 10 088 | 10 343 | 10 192 |